# Гетто в Рудковщине (Могилёвская область)
Гетто в Ру́дковщине (Могилёвская область) (конец июля 1941 — 12 марта 1943) — еврейское гетто, место принудительного переселения евреев деревни Рудковщина Горецкого района Могилёвской области в процессе преследования и уничтожения евреев во время оккупации территории Белоруссии войсками нацистской Германии в период Второй мировой войны.

## Оккупация Рудковщины и создание гетто
В июле 1941 года Горецкий район был захвачен немецкими войсками, и оккупация деревни Рудковщина продлилась до 26 июня 1944 года. В конце июля 1941 года немцы, реализуя нацистскую программу уничтожения евреев, организовали в деревне гетто. Евреям приказали нашить на одежду жёлтые звёзды, запретили уходить из деревни и использовали на принудительных работах.
Гетто было открытого типа, его не охраняли, но постоянно проверяли полицаи.

## Расстрел узников гетто
Утром 12 марта 1943 года всех евреев деревни согнали в здание роддома, а затем на санях и пешком отвели в лес и расстреляли — ставили на колени и стреляли в затылок. Люди были настолько измучены, что не сопротивлялись.

## Память
На месте расстрела евреев Рудковщины после войны родными убитых был установлен кирпичный памятник, позднее замененный на новый.
Опубликованы неполные списки жертв геноцида евреев в Рудковщине и они же выбиты на мемориальных плитах у памятника «Скорбящая мать» в Горках.

## Комментарии
1. ↑  В русском языке за служащими коллаборационистских полицейских органов закрепилось разговорное уничижительное название полица́й (во множественном числе — полица́и).